# James Bird
Pour les articles homonymes, voir Bird.
James Bird est un navigateur et un skipper britannique, né en 1983.

## Biographie
Il habite à Hampton en Angleterre.

## Palmarès
- 2001 : 1er de la Spitfire Catamarans UK Championship
- 2002 : 1er de la Eurocat Classe 2
- 2006 : 3e de la Perini Navi Cup - 1er de la St Barths Bucket Regatta